# 1968年メキシコシティーオリンピックのウガンダ選手団
1968年メキシコシティーオリンピックのウガンダ選手団（1968ねんメキシコシティーオリンピックのウガンダせんしゅだん）は、1968年10月12日から10月27日にかけてメキシコの首都メキシコシティーで開催された1968年メキシコシティーオリンピックのウガンダ選手団、およびその競技結果。

## 概要
今大会は銀メダル1個、銅メダル1個の合計2個のメダルを獲得した。

## メダル
| メダル | 選手名             | 競技       | 種目       |
| ------ | ------------------ | ---------- | ---------- |
| 銀     | Eridadi Mukwanga   | ボクシング | バンタム級 |
| 銅     | レオ・ルワブウォゴ | ボクシング | フライ級   |